# Groupe des sept (peinture)
Pour les articles homonymes, voir Groupe des sept.
 (décembre 2016).

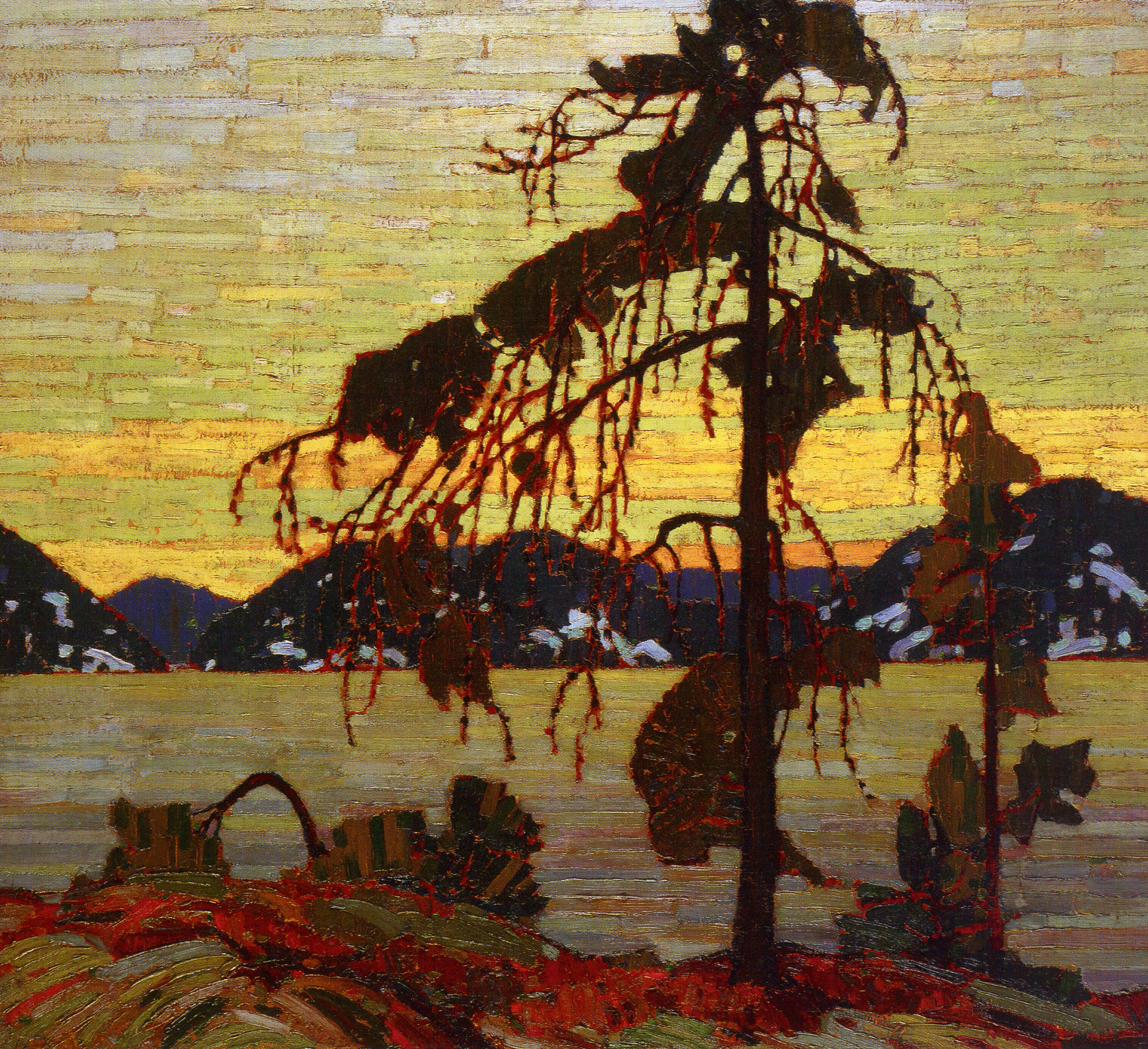
Tom Thomson, Le Pin (1916-1917), musée des beaux-arts du Canada, Ottawa.

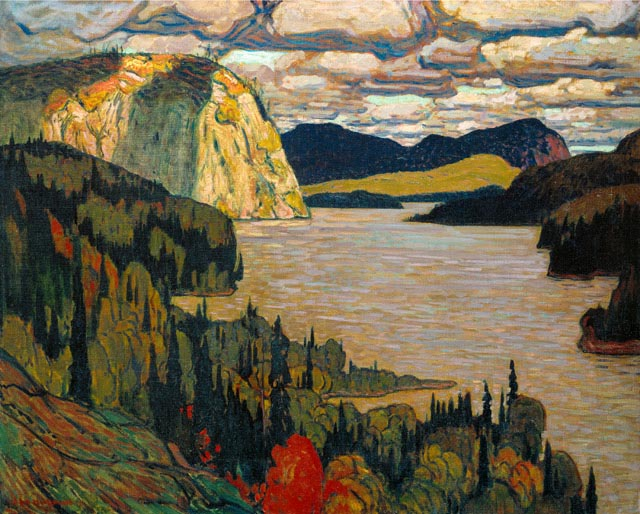
J. E. H. MacDonald, The Solem Land (1921), musée des beaux-arts du Canada, Ottawa.

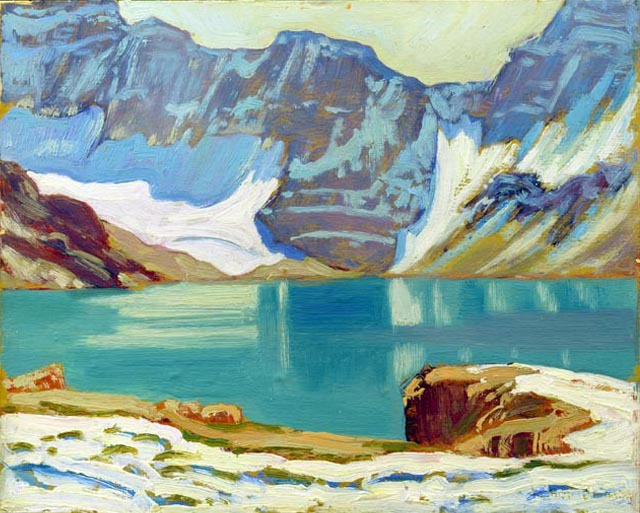
J. E. H. MacDonald, Lake McArthur, Yoho Park (1924).

Le Groupe des sept (en anglais The Group of Seven) est créé par de jeunes artistes canadiens qui se rassemblent dès 1913 dans un immeuble de trois étages de Toronto composé d'ateliers d'artistes : le Studio Building. Ils s'y rencontrent entre 1911 et 1913, mais le groupe n'est baptisé qu'en mars 1920 et est officiellement reconnu le 7 mai suivant lors de leur première exposition au Musée des beaux-arts de l'Ontario.

## Membres
Le groupe est composé de :
- Franklin Carmichael
- Lawren Harris
- A. Y. Jackson
- Frank Johnston
- Arthur Lismer
- J. E. H. MacDonald
- Frederick Varley.

Un autre membre, Tom Thomson, intègre ce cercle d'amis, mais sa mort prématurée en 1917 l'empêche de faire officiellement partie du groupe créé en mars 1920. Néanmoins, par sa puissance créatrice, il est le peintre le plus emblématique de cette école et de son aptitude à transcrire dans ses œuvres les paysages grandioses du Nord de l'Ontario. La peintre de Colombie-Britannique Emily Carr est également associée au groupe sans en avoir jamais fait officiellement partie.
Tous, sauf Lawren Harris qui est fortuné, travaillent comme graphistes. Tom Thomson, J. E. H. MacDonald, Arthur Lismer, Frederick Varley, Frank Johnston et Franklin Carmichael étaient en effet des employés à Toronto de la firme de design Grip Ltd.

## Historique et vision artistique
Au départ, c'est leur volonté de rejet de la tradition européenne, qui se traduisait par l'aspect académique de la peinture au Canada, qui rassemble ces jeunes peintres. Deux membres du groupe, A. Y. Jackson et Frederick Varley, participent de plus à la Première Guerre mondiale et peuvent étudier sur place les œuvres des néo-Impressionnistes et des postimpressionnistes. Caractérisé par des tendances romantiques, voire mystiques pour certains, les membres du Groupe des sept affirment très tôt représenter l'École nationale du Canada. Selon eux, la nature sauvage du Canada exige d'être représentée dans un style plus audacieux et plus vigoureux, dans des couleurs beaucoup plus vives, que la peinture paysagiste classique. Le Canada, vaste pays sauvage et rempli de vitalité, se doit d'être représenté dans un style qui exalte ses qualités propres. Il en résulte des visions magnifiques et puissantes de rivières, de lacs et de forêts dans des régions où la présence de l'homme est rare, voire totalement absente.
Après leur première exposition à la Art Gallery of Toronto (aujourd'hui le musée des beaux-arts de l'Ontario), le Groupe des sept s'affirme comme une école paysagiste. Le directeur de la Galerie nationale du Canada (aujourd'hui musée des beaux-arts du Canada), Eric Brown (en) les soutient activement contre l'élite artistique en place que ces jeunes peintres dérangent par leur vision révolutionnaire, considérée, à l'époque, comme « un outrage aux bonnes mœurs ». Brown commence à acheter leurs œuvres bien avant que le groupe soit formellement constitué et, entre 1924 et 1925, il s'assure que les toiles sont représentées dans les principales expositions canadiennes, ainsi qu'à la prestigieuse exposition de Wembley en Angleterre où des critiques élogieuses feront taire leurs détracteurs.
Au début des années 1930, le groupe offre des peintures où sont représentés les quatre coins du pays et l'on peut ainsi associer certains peintres avec une région : par exemple, la région d'Algoma à J. E. H. MacDonald.
La dernière exposition des Sept a eu lieu en 1931. Les membres décident ensuite de se séparer et d'aller chacun de leur côté, en affirmant néanmoins qu'ils doivent céder la place à un mouvement plus important, après avoir renouvelé la peinture au Canada. Ils ont ainsi produit en quelques années des œuvres devenues des symboles du paysage canadien et de véritables icônes de la nature.
Le Groupe des sept a grandement contribué à revendiquer le Nord canadien comme le royaume de l'artiste et de l'explorateur, l'interprétant et lui donnant une signification. Voici, en effet, ce qu'écrit A.Y. Jackson au sujet de la région d'Algoma :

« Comme la région se trouvait sur la ligne de partage des eaux, elle comptait des douzaines de lacs, dont beaucoup ne figuraient sur aucune carte. À ceux-là nous avons donné des noms. Les lacs aux eaux miroitantes ont été baptisés du nom de personnes que nous admirions, comme Thomson et MacCallum, tandis que les lacs marécageux, brouillés par des pistes d'orignaux, ont reçu les noms des critiques qui nous avaient dénigrés. »

Un nouveau groupe a alors vu le jour : Canadian Group of Painters, animé par Arthur Lismer et A. Y. Jackson.
De nombreuses œuvres du Groupe des sept sont aujourd'hui exposées au musée des beaux-arts du Canada (Ottawa), au musée des beaux-arts de l'Ontario (Toronto) et au musée des beaux-arts de Montréal.

## Sources
- Joan Murray, Canadian art in the twentieth century, Dundurn Press, 1999, 272 p.
- Édith-Anne Pageot, « Paysages, dépaysements. La construction de mythes identitaires dans l'art canadien moderne et contemporain », Revue internationale d'études canadiennes, vol. 34, no 2-3, 2007, p. 287-305.
- (en) David P. Silcox, The Group of Seven and Tom Thomson, A Firelly Book.